# Battle Royale II: Réquiem
Battle Royale II: Réquiem (バトル・ロワイアルＩＩ 【鎮魂歌】?) es la secuela de la película japonesa de acción distópica Battle Royale. Codirigida en 2003 por Kinji Fukasaku y Kenta Fukasaku la historia se desarrolla tres años después de que los personajes Nanahara y Noriko escaparan del juego propuesto en la primera película.
La cinta obtuvo una nominación, en los premios de la Academia Japonesa de Cine para Tatsuya Fujiwara como mejor actor, y 2 galardones en el Festival de Mainichi en las categorías de guion y dirección artística.

## Argumento
Tres años después de los eventos de la primera película los sobrevivientes de Battle Royales anteriores han formado un grupo rebelde, llamado Wild Seven, liderado por Shuya Nanahara. Una clase de noveno grado, compuesta por "una colección heterogénea de delincuentes y perdedores", es secuestrada por el autoritario gobierno japonés. Muchos de estos estudiantes son huérfanos cuyos padres o familiares murieron en atentados perpetrados por los Wild Seven. Después de que su autobús escolar se desvíe a una base del ejército, los estudiantes son llevados a una jaula, rodeados por guardias armados, y confrontados por su maestro de escuela, Riki Takeuchi, quien establece las reglas básicas de un nuevo Battle Royale.
En lugar de verse obligados a matarse entre sí, como en el antiguo Battle Royale, los estudiantes son enviados a la guerra y se les ordena atacar el escondite de la isla de los Wild Seven y matar a Shuya en 72 horas. La mayoría de los estudiantes no están interesados en vengar a sus familias pero se ven obligados a luchar al serles colocados collares de metal explosivos, que sus captores pueden detonar por control remoto. A diferencia de los juegos anteriores los collares están emparejados aleatoriamente con el de algún otro compañero cuya identidad es desconocida. De este modo si un collar se detona, o su dueño es asesinado, el segundo collar reconoce la situación y mata a su portador. Takeuchi les muestra una línea en el aula enjaulada: los que deseen participar reciben instrucciones de cruzar la línea, mientras que los que se niegan a participar serán asesinados. 
Los estudiantes son enviados en botes a la base de la isla de Wild Seven. Varios de ellos mueren cuando son bombardeados, disparados o les detonan sus collares durante el viaje, dejando solo un grupo con vida. Dos de los supervivientes son el delincuente Takuma Aoi y Shiori Kitano, la hija del "maestro" asesinado por Shuya en el Battle Royale de hace tres años. Llevados a la base de los Wild Seven los collares explosivos de los estudiantes supervivientes se eliminan y se les anima a ayudarlos a acabar con el Battle Royale para siempre. Si bien la mayoría de los sobrevivientes están de acuerdo Takuma y Shiori siguen sin estar convencidos.
El día de Navidad Shuya envía un mensaje de video al mundo indicando su objetivo de vivir en libertad. En respuesta al video Estados Unidos dispara un misil sobre la isla. Bajo la presión del gobierno norteamericano el primer ministro japonés toma el mando del ejército presente en la sede de Battle Royale y ordena un ataque a la base de los Wild Seven, sin que se permitan sobrevivientes. Si fallan, Estados Unidos bombardeará la isla. El profesor Takeuchi se enfurece por el curso de los acontecimientos y revela que solo aceptó enviar a sus alumnos a luchar porque el ejército le puso el mismo tipo de collar que a los estudiantes para evitar que se negara.
Los alumnos supervivientes de la isla huyen al continente a través del pozo de una mina mientras se enfrentan los Wild Seven y el ejército. Al escuchar los disparos fuera del túnel Takuma y dos de sus amigos deciden regresar para ayudar en el combate. Como resultado hay numerosas bajas en ambos lados, dejando a Shuya, Takuma y Shiori como los únicos combatientes restantes. El gobierno decide terminar con todo y activa una cuenta regresiva para detonar todos los collares como medida de precaución. Mientras intentan evacuar Takeuchi aparece y, después de un breve intercambio personal, permite que el grupo huya mientras se sacrifica.
Fuera de la base de los Wild Seven, el combate comienza de nuevo y Shiori es mortalmente herida por disparos. Antes de morir en los brazos de Shuya, Shiori revela ser hija del profesor Kitano, explicando que la relación con su padre siempre fue mala pero que, tras su muerte, decidió entrar en el programa Batlle Royale con la esperanza de entenderlo mejor. Shuya y Takuma, únicos supervivientes, deciden morir peleando y corren hacia los soldados al mismo tiempo que comienza el bombardeo estadounidense. El programa luego termina en un estado anulado, enumerando el destino de Shuya y los estudiantes sobrevivientes como desconocidos. 
Tres meses después, Shuya y Takuma se reúnen con los otros supervivientes, incluida Noriko Nakagawa, en Afganistán. Se han reagrupado como amigos y se desconoce lo que les espera a continuación.

## Cambios en el juego
Al igual que en la primera película hay un límite de 72 horas para cumplir la labor encomendada y, en caso de fallar, todos los collares serán detonados. Pero a diferencia de los juegos anteriores el objetivo es asesinar a terceros y no a sus compañeros, por lo que la velocidad a la que mueran y el número de bajas es irrelevante.
A diferencia de los juegos anteriores, donde la asignación de equipo era un sorteo aleatorio y los alumnos debían participar vestidos con su uniforme escolar, en esta versión a todos se les entrega el mismo armamento e indumentaria de tipo militar.
El juego se divide en retos:
- Primer reto - Llegar a la isla: Los 40 estudiantes entran en unas lanchas navegadas por ellos mismos. Después de acercarse a la isla varios de ellos son tiroteados y asesinados por los Wild Seven. Nueve de ellos mueren y con ello causan la activación de los collares de sus respectivos compañeros, cayendo dieciocho en total.

- Segundo reto - Las municiones: A los 22 estudiantes sobrevivientes se les lanzan paquetes con municiones importantes y, al intentar capturarlos, cuatro mueren por las minas en la isla quedando un total de 16.

- Tercer reto - El asalto: Los 16 sobrevivientes restantes tienen que infiltrarse al edificio donde se esconden los Wild Seven y se revela que una de las chicas tiene diabetes y moriría pronto a causa de falta de insulina.

Las nuevas reglas:
- Se juega por equipos cuyos miembros son desconocidos. Si tu compañero muere, el collar que llevas explotará.
- El objetivo es infiltrarse en la isla donde se esconden los Wild Seven.
- Matar a Nanahara. Si esto ocurre el juego termina sin importar el número de supervivientes.

## Reparto
- Shuya Nanahara - Tatsuya Fujiwara
- Takuma Aoi - Shugo Oshinari
- Shiori Kitano - Ai Maeda
- Nao Asakura - Ayana Sakai
- Saki Sakurai - Natsuki Kato
- Mitsugu Sakai - Yuuma Ishigaki
- Maki Souda - Yoko Maki
- Shugo Urabe - Takeru Shibaki
- Kyoko Kakei - Miyuki Kanbe Q.E.D
- Ryo Kurozawa - Yuki Ito
- Osamu Kasai - Makoto Sakamoto
- Miki Ikeda - Aiko Moriuchi
- Haruka Kuze - Haruka Suenaga
- Haruya Sakurai - Ryō Katsuji
- Masami Shibaki - Ryoji Fujihira
- Mayu Hasuda - Nana Yanagisawa
- Shintaro Makimura - Masaya Kikawada
- Kazumi Fukada - Aja - Asami Hihara
- Risa Shindo - Asami Katsura
- Nozomi Sagisawa - Shoko Sato
- Ayane Yagi - Mika Kikuchi
- Jun Nanami - Munetaka Aoki
- Rena Niimi - Riasu Arama
- Ryoko Hata - Ayumi Hanada
- Tatsuhiko Hasegawa - Kei Tamura
- Ai Yazawa - Sae Shimizu
- Yuka Mifune - Rika Sakaguchi
- Naoki Jo - Kenji Kawada
- Yuko Natsukawa - Minami Kanazawa
- Maho Nosaka - Asuka Ishii
- Yasuaki Hosaka - Takaaki Ikeyama
- Honami Totsuka - Ami Nakagawa
- Kenji Maezono - Kotaru Kamijou
- Sanae Shioda - Michiho Matsumoto
- Tetsuya Shimura - Kouta Yamada
- Asuka Motomura - Hitomi Hasebu
- Wataru Mukai - Musashi Kubota
- Shota Hikasa - Toshiyuki Toyonaga
- Shiho Matsuki - Maika Matsumoto
- Kiyoshi Minamoto - Yasutake Kuboku
- Yosuke Miyadai - Kazuki Yamamoto
- Hibiki Yano - Chisato Miyao
- Kana Yuki - Yuuko Morimoto
- Tatsuro Morishima - Seiichi Ebina
- Eri Yoshiyama - Kayo Nayuki
- Riki Takeuchi - Profesor Riki Takeuchi
- Noriko Nakagawa - Aki Maeda
- Makio Mimura - Sonny Chibá
- Soji Kazama - Mitsuru Murata
- Satoshi Imakire - Toshihiro Wada
- Kengo Yonai - Miku Kuga
- Mai - Ai Iwamura
- Niishi - Yuuya Nishikawa
- Shiro - Takahiko Yanagisawa
- Sanada - Jiro Kazama
- Yukari - Masumi Toyooka
- Aya - Haruka Umeda
- Chizuru - Maki Hamada
- Shoko - Mai Sakamoto
- Sayaka - Akane Mizuno
- Iwamoto - Koji Tashiro
- Shinobu - Yuka Ozawa
- Miembro de Wild 7 - Mitsuki Shimada
- Profesor Kitano - Takeshi Kitano

## Recepción
La cinta obtiene en general malas valoraciones entre la crítica especializada y los usuarios de los portales de información cinematográfica. En IMDb con 20.436 votos obtiene una media ponderada de 4,6 sobre 10. En FilmAffinity tiene una puntuación de 3,6 sobre 10 con 5.090 votos. En el agregador de críticas Rotten Tomatoes obtiene la calificación de "fresco" para el 30% de las 10 críticas profesionales y para el 29% de las más de 25.000 valoraciones registradas entre los usuarios del portal.
Entre las críticas favorables se hallan la del crítico Mark Schilling para Screendaily quien destacara que "Fukasaku ha hecho su mejor esfuerzo para reflejar la visión de su padre(...) El resultado es un batiburrillo de géneros que satisfará a los aficionados de 'Batlle Royale', por no mencionar a Osama Bin Laden". En zona neutra figuran Jamie Russell para BBC, que le otorgó 3 estrellas de 5 destacando "una secuela decepcionante y amateur de la impresionante 'Battle Royale'. Esta continuación araña algo de calidad gracias a la fuerza de su sorprendente análisis político", y Derek Elley para Variety quien la calificara de "menos llamativa y 'manga' que la original, con un tono más serio y un argumento algo más simple, la película decepcionará a aquellos que busquen una ración de acción más grande que la original". Entre las críticas negativas se hallan la de Miles Fielder para Empire que le concedió 2 de 5 estrellas resumiendo "mientras que la primera se beneficiaba de su propia sutileza, esta secuela trata de manifestar su sátira a través de un megáfono. Realmente decepcionante".

## Banda sonora
Masamichi Amano, al igual que en la precuela, vuelve a componer la banda sonora de la película, incluyendo más trabajo original y alguna que otra pieza clásica, como «Farewell to the Piano» (de Ludwig van Beethoven) interpretada por Shiori Kitano.
La canción de los títulos de crédito «Mayonaka Shounen Totsugeki Dan» fue compuesta por la banda Stance Punks.

## Premios y nominaciones
| Año  | Premio                          | Categoría               | Candidato                 | Resultado |
| ---- | ------------------------------- | ----------------------- | ------------------------- | --------- |
| 2004 | Premios de la Academia Japonesa | Mejor edición           | Tatsuya Fujiwara          | Nominado  |
| 2004 | Premios de cine de Mainichi     | Mejor guion             | Norio Kida Kenta Fukasaku | Ganador   |
| 2004 | Premios de cine de Mainichi     | Mejor dirección de arte | Toshihiro Isomi           | Ganador   |